# 12125 Jamesjones
12125 Jamesjones (1999 RS4) là một tiểu hành tinh vành đai chính được phát hiện ngày 3 tháng 9 năm 1999 bởi Spacewatch ở Kitt Peak.